# Johannes Mario Simmel
Johannes Mario Simmel (født 7. april 1924 i Wien, død 1. januar 2009 i Luzern) var en østrigsk forfatter.
Simmels forældre kom fra Hamborg. Hans jødiske far Walter Simmel var kemiker, moderen Lisa, født Schneider, arbejdede ved filmselskabet Wien-Film. Simmel voksede op i Wien og London og uddannede sig til kemiingeniør.
Efter 2. verdenskrig arbejdede han som journalist, oversætter og tolk for den amerikanske militærregering i Østrig og som kulturredaktør ved avisen Welt am Abend. 
I 1947 udsendte han sin første novellesamling. I 1950 flyttede Simmel til München for at at arbejde for magasinet Quick. Dette arbejde sendte ham på mange rejser i Europa og videre ud i verden.
I 1950erne var han en uhyre produktiv forfatter, der under forskellige pseudonymer skrev både sagartikler, filmmanuskripter og skønlitteratur.
Med romanen Ikke altid kaviar (1960 – på dansk 1963) fik han stor succes og kunne derefter koncentrere sig om at skrive en række store underholdende romaner, der for manges vedkommende – efter grundig research – beskæftiger sig med væsentlige samfundsproblemer som fx narkotikahandel, vold mod udlændinge og genmanipulation. 
Simmel var og er en af de mest læste tysksprogede forfattere. Hans 35 romaner er udkommet i et oplag på 73 millioner solgte eksemplarer, og bøger af ham er oversat til 30 sprog. Litteraturkritikken har i vidt omfang kategoriseret Simmel som trivialforfatter, men med romanen ... og tårerne trillede da klovnene kom (1987 – på dansk 1989) vandt han almindelig anerkendelse. 
Simmel levede sine sidste år i Zug i Schweiz.